# 張學寬
張學寬（？—？），安徽省含山縣人，清朝政治人物、進士出身。
光緒三十年，會試中試99名，殿試登進士三甲124名。后補泰安縣知縣。